# Termin
Ein Termin (lateinisch terminus „Grenzzeichen“; daraus auch später Ziel, Ende oder Zahlungsfrist) ist ein festgelegter Zeitpunkt im allgemeinen Zeitablauf und wird durch ein Kalenderdatum und häufig auch eine Uhrzeit festgelegt.

## Allgemeines
Termine bestimmen den Alltag sämtlicher Wirtschaftssubjekte (Privatpersonen, Unternehmen, öffentliche Verwaltung und Staat), seien es interne Termine (Besprechungen, Betriebsversammlungen, Dienstgespräche) oder externe Termine (Bewerbungsgespräche, Hauptversammlungen, Verhandlungen). Die strikte Einhaltung von vereinbarten Terminen ist im westlichen Kulturkreis ein wesentlicher Bestandteil der Pünktlichkeit und Zuverlässigkeit, sie wird von den Vertragsparteien gegenseitig vorausgesetzt. Termine sind im Privatrecht ein bestimmter Zeitpunkt, an dem etwas geschehen soll oder eine Rechtswirkung von selbst eintritt oder im Prozessrecht ein im Voraus durch das Gericht genau bestimmter Zeitpunkt für Prozesshandlungen.
Muss ein Wirtschaftssubjekt gleich mehrere Termine erfüllen, so ist eine Terminplanung hilfreich. Sie gehört zum Zeitmanagement und hat zum Ziel, mehrere Termine derart zu koordinieren, dass sie nicht miteinander kollidieren. Dabei sind etwaige unerwartete Terminverzögerungen einzuplanen, sodass die Terminfolge nicht gestört wird und während eines Termins kein Zeitdruck entsteht. Der Terminkalender oder Kalenderprogramme unterstützen die Terminplanung.
Allgemein spricht man beim Einhalten eines Termins von fristgemäß/termingemäß oder fristgerecht/termingerecht, beim Überschreiten eines Termins von Verspätung, beim Aufschub des Termins von Vertagung oder Verschiebung. Der Umstand, dass man einen oder mehrere Termine einhalten muss, wird Termindruck genannt. Für die Einhaltung steht meist jeweils ein bestimmtes Zeitfenster zur Verfügung. Die Neigung, Termine oder andere vertragliche Verpflichtungen nicht einzuhalten, wird als Absentismus bezeichnet.

## Geschichte
Die Parömie „der Termin mahnt den Menschen“ (lateinisch dies interpellat pro homine) aus dem gemeinen Recht bestimmte auch das römische Recht. Der Rechtsgrundsatz besagt, dass bei der Überschreitung einer vereinbarten Leistungszeit automatisch Verzug eintritt, ohne dass es einer Mahnung bedarf. Dabei musste der Temin (lateinisch dies) ein gewisses Ereignis sein (lateinisch certus an). Auch im römischen Prozessrecht war der Gerichtstermin von Bedeutung, so dass Klagen innerhalb bestimmter Zeit erhoben werden mussten, damit keine Vergessenheit eintrat, Dokumente nicht verloren gingen oder Zeugen nicht verstarben.
Die älteste Quelle für den mittelalterlichen deutschen Rechtsbegriff Termin findet sich im Jahre 1317 in Köln. Sowohl der Codex Maximilianeus Bavaricus Civilis (Januar 1756), der Codex Theresianus (Dezember 1766) als auch das Allgemeine Preußische Landrecht (ALR) vom Juni 1794 erwähnen den Termin. Das APL sprach vom Termin zuerst im Fundrecht, wonach eine verderbliche Fundsache mit einem kurzen Termin in einer öffentlichen Versteigerung anzubieten war (I 9, § 27 APL). Es sah beispielsweise auch vor, dass die zu früh geleistete Zahlung auf eine Schuld, die an einem bestimmten Termin fällig war, nicht wegen Irrtums zurückgefordert werden konnte (I 16, § 168 APL).

## Arten
Es gibt private und dienstliche Termine. Private Termine gehören zur Privatsphäre, dienstliche Termine kommen in einem geschäftlichen Zusammenhang vor. Hier dienen sie der zeitlichen Festlegung sowohl von Besprechungen oder Verhandlungen als auch von Lieferungen und Leistungen (Lieferfrist) oder Zahlungen (Zahlungsfrist). Bei einzelnen Geschäftsarten (Termingeld, Termingeschäft, Terminkontrakt) ist der Termin sogar der das gesamte Geschäft bestimmende Vertragsbestandteil. Termine können aber auch ein bestimmter oder herausragender Zeitpunkt sein, an dem ein Ereignis stattfindet, etwa ein Hochzeitstermin oder eine Sonnenfinsternis.
Von Bedeutung sind auch der Arzttermin oder der Gerichtstermin. Nachdem der Arzttermin zum Problemthema geworden war, soll das Terminservice- und Versorgungsgesetz (TSVG) insbesondere unangemessenen langen Wartezeiten auf Behandlungstermine bei Haus-, Kinder- sowie Fachärzten und mangelnden ärztlichen Versorgungsangeboten in ländlichen und strukturschwachen Regionen vorbeugen.
Als Deadline (englisch „Todeslinie“); ein Zeitpunkt, der nicht überschritten werden darf, zu Deutsch etwa „Galgenfrist“ bzw. „Fälligkeitsdatum“ bezeichnet man den Ablaufzeitpunkt einer Frist oder Fälligkeit (juristisch), den Stichtag (Bilanzstichtag) oder das Schließen eines Zeitfensters (technisch). Der Begriff wurde zunächst im Zeitungsjournalismus verwendet, um den letztmöglichen Termin zu bezeichnen, zu dem die Druckzeilen (englisch lines) in die Setzerei gegeben und dort abschließend fixiert wurden.

## Rechtsfragen
In § 186 BGB wird klargestellt, dass für die in Gesetzen, gerichtlichen Verfügungen und Rechtsgeschäften enthaltenen Frist- und Terminbestimmungen die Auslegungsvorschriften der §§ 187 bis 193 BGB gelten. Fristen sind Zeiträume, die mit einem Termin – dem letzten Tag einer Frist – enden (§ 188 Abs. 1 BGB). An diesem Termin tritt beispielsweise Fälligkeit ein, endet die Kündigungsfrist oder die Laufzeit eines Vertrages. Zu beachten ist, dass empfangsbedürftige Willenserklärungen dem Empfänger während des Termins im Rahmen der Geschäftszeit zugehen müssen. Fällt ein Termin oder ein Fristende auf einen Sonnabend, Sonntag oder Feiertag, so ist der nächste Werktag maßgebend (§ 193 BGB), sodass diese Bestimmung eine Frist verlängert oder einen Termin verschiebt. Der Termin kann auch Gegenstand einer Zeitbestimmung sein (§ 163 BGB). Hier ist der Termin entweder ein konkretes Kalenderdatum oder ein sicheres künftiges Ereignis (wie Geburtstag oder Weihnachten). Der Anfangstermin sorgt dabei für den Beginn der Rechtsänderung, wobei die Regelungen für eine aufschiebende Bedingung gelten. Der Endtermin sorgt für eine Beendigung, es gilt die auflösende Bedingung.

## Rechtsfolgen
Die Nichteinhaltung von Terminen kann zu nachteiligen Rechtsfolgen führen.
Das Vertragsrecht schützt die termintreuen Vertragspartner. Vergisst beispielsweise der Möbelkäufer den vereinbarten Liefertermin und ist nicht anwesend, so befindet er sich automatisch im Annahmeverzug und muss dem Verkäufer gemäß § 304 BGB Schadensersatz für Transport- und Lagerkosten zahlen.
Im Arbeitsrecht ist die Einhaltung von dienstlichen Terminen durch Arbeitnehmer ein Bestandteil des Direktionsrechts des Arbeitgebers, das allgemein in Arbeitsanweisungen oder Dienstanweisungen geregelt sein kann oder als Konkretisierung aufgabenbezogen in Form der Weisung erteilt werden kann. Die Nichteinhaltung von Terminen ist deshalb ein Verstoß gegen die Arbeitspflicht, die im Wiederholungsfalle zu einer Abmahnung führen kann.
Der Termin ist prozessrechtlich definiert als Zeitpunkt, zu dem sich Prozessbeteiligte zum Zwecke der Vornahme von Prozesshandlungen treffen. Im Alltag der deutschen Gerichte wird der Begriff Termin meist synonym für die nächste Sitzung im Rahmen einer Gerichtsverhandlung verwendet (z. B. „Ladung zum Termin“ gemäß § 214 Zivilprozessordnung). Durch diese Ladung ordnen Gerichte bei Gerichtsverfahren das persönliche Erscheinen beider Parteien an. Bleibt eine Partei dem Gerichtstermin eines Zivilprozesses unentschuldigt fern, so kann gegen sie ein Ordnungsgeld wie gegen einen im Vernehmungstermin nicht erschienenen Zeugen (§ 380 Abs. 1 ZPO) festgesetzt werden (§ 141 Abs. 3 ZPO). Versäumt ein zur Erstattung des Gutachtens verpflichteter Sachverständiger die gesetzte Frist, so kann gegen ihn ein Ordnungsgeld festgesetzt werden (§ 411 Abs. 2 ZPO). Gegen eine Partei ergeht ein Versäumnisurteil, wenn sie sich im Prozess säumig verhält. Dies trifft auf Personen zu, die zu einer mündlichen Verhandlung unentschuldigt nicht erscheinen oder sich in einer streitigen Verhandlung nicht zur Sache einlassen. Liegt ein Fall der Säumnis vor, kann die nicht-säumige Partei vor Gericht den Erlass eines Versäumnisurteils beantragen (§ 330 ZPO). Im Strafprozess ist die Vorführung des Angeklagten anzuordnen oder ein Haftbefehl zu erlassen, wenn das Ausbleiben des Angeklagten nicht genügend entschuldigt ist (§ 230 Abs. 2 StPO).

## Wirtschaftliche Aspekte
Wird wie bei Geschäften mit Fälligkeitstermin nur das Kalenderdatum für die Erfüllung vereinbart und üblicherweise keine Uhrzeit, so hat der Schuldner am genannten Tag während der Geschäftszeit des Gläubigers zu erfüllen. Für Handelsgeschäfte verlangt § 358 HGB, dass Leistungen nur während der gewöhnlichen Geschäftszeit bewirkt und gefordert werden können. Allgemein gilt nach § 362 Abs. 1 BGB, dass der Schuldner die Leistungshandlung am richtigen Leistungsort (z. B. Wohn- oder Geschäftssitz) und zur richtigen Leistungszeit (innerhalb der Geschäftszeit) zu erbringen hat. Wird der Termin einer Leistungszeit schuldhaft nicht eingehalten, kann eine Vertragsstrafe vereinbart werden.
Im Arbeitsalltag sind Termine mit Dringlichkeit versehen, die durch Zeitablauf zunimmt. Hiervon betroffen sind terminierte Veranstaltungen, Sitzungstermine von Gremien oder Zeitvorgaben durch Vorgesetzte, oft mit rotem Ausrufezeichen oder „asap“ (englisch as soon as possible, „sobald wie möglich“) versehen.
Die verbleibende Zeitspanne bis zum Eintreffen des Termins ist die Frist („deadline“), ein Überschreiten der Befristung die Verfristung. Verstrichene Fristen führen rechtlich zum Verzug (Zivilrecht) oder zum Verlust der Beschwer (Strafrecht/Verwaltungsrecht). Verstrichene Fristen für eine Zahlung geben Anlass zu Säumniszuschlägen beziehungsweise Verzugszinsen und Mahngebühren.